# Martin Kaymer
Martin Kaymer (Düsseldorf, 28 dicembre 1984) è un golfista tedesco che partecipa al LIV Golf Invitational Series.
Nel 2007 ha vinto il titolo di Sir Henry Cotton Rookie of the Year, premio annuale per il miglior debuttante dello European Tour.
Nel 2009 si è piazzato al 3º posto dell'ordine di merito, pur frenato da un incidente in go-kart che ha compromesso parte della sua stagione.
Nel 2010 ha raggiunto il 6º posto nell'Official World Golf Rankings. Il 15 agosto 2010 vince il suo primo PGA Championship battendo ai playoff l'americano Bubba Watson.
Sempre durante questa annata è parte della squadra europea di Ryder Cup che, guidata da Colin Montgomerie, vince la 38ª edizione della Ryder Cup. Decisivo è il suo apporto con 2,5 punti conquistati. Al termine della stagione, si aggiudica il primo posto nell'Ordine di Merito dello European Tour, con un montepremi stagionale di €. 4.461.011,00
Complessivamente in carriera ha vinto 17 tornei, 9 nell'European Tour e 8 in tour minori.
Nel 2011 arriva il primo posto assoluto nell'Official World Golf Rankings grazie alla costanza dei suoi ottimi risultati.

## Vittorie professionali (23)

### PGA Tour vittorie (3)
| Legenda                   |
| Tornei Major (2)          |
| Players Championships (1) |
| Altro PGA Tour (0)        |

| No. | Data           | Torneo                   | Punteggio di vittoria | To par | Margine | Secondo/i                   |
| --- | -------------- | ------------------------ | --------------------- | ------ | ------- | --------------------------- |
| 1   | 15 agosto 2010 | PGA Championship         | 72-68-67-70=277       | −11    | Playoff | Bubba Watson                |
| 2   | 11 maggio 2014 | The Players Championship | 63-69-72-71=275       | −13    | 1 colpo | Jim Furyk                   |
| 3   | 15 giugno 2014 | U.S. Open                | 65-65-72-69=271       | −9     | 8 colpi | Erik Compton, Rickie Fowler |

## Tornei Major

### Vittorie (2)
| Anno | Campionato       | 54 buche           | Punteggio di vittoria | Margine   | Secondo/i                   |
| ---- | ---------------- | ------------------ | --------------------- | --------- | --------------------------- |
| 2010 | PGA Championship | 4 colpi di deficit | −11 (72-68-67-70=277) | Playoff1  | Bubba Watson                |
| 2014 | U.S. Open        | 5 colpi lead       | −9 (65-65-72-69=271)  | 8 strokes | Erik Compton, Rickie Fowler |

1Ha sconfitto Bubba Watson in un playoff a tre buche: Kaymer (4-2-5=11), Watson (3-3-6=12)